# Saya Sakakibara
Saya Sakakibara (Gold Coast, 23 de agosto de 1999) es una deportista australiana que compite en ciclismo en la modalidad de BMX.
Participó en dos Juegos Olímpicos de Verano, en los años 2020 y 2024, obteniendo una medalla de oro en París 2024, en la carrera femenina. Ganó una medalla de plata en el Campeonato Mundial de Ciclismo BMX de 2025.

## Medallero internacional
| Juegos Olímpicos   | Juegos Olímpicos       | Juegos Olímpicos | Juegos Olímpicos |
| Año                | Lugar                  | Medalla          | Competición      |
| ------------------ | ---------------------- | ---------------- | ---------------- |
| 2024               | París (Francia)        | Medalla de oro   | Carrera          |
| Campeonato Mundial |                        |                  |                  |
| Año                | Lugar                  | Medalla          | Competición      |
| 2025               | Copenhague (Dinamarca) | Medalla de plata | Carrera          |